# Rammsjön (Döderhults socken, Småland)
Rammsjön är en sjö i Oskarshamns kommun i Småland och ingår i Virån-Emåns kustområde. Sjön är 9,8 meter djup, har en yta på 0,101 kvadratkilometer och befinner sig 79,7 meter över havet. Sjön avvattnas av vattendraget Applerumeån (Smältekvarnbäcken).

## Delavrinningsområde
Rammsjön ingår i det delavrinningsområde (634964-152454) som SMHI kallar för Utloppet av Smälten. Medelhöjden är 81 meter över havet och ytan är 70,98 kvadratkilometer. Det finns inga avrinningsområden uppströms utan avrinningsområdet är högsta punkten. Avrinningsområdets utflöde Applerumeån (Smältekvarnbäcken) mynnar i havet. Avrinningsområdet består mestadels av skog (85 procent). Avrinningsområdet har 2,94 kvadratkilometer vattenytor vilket ger det en sjöprocent på 4,1 procent.